# Le Bus de nuit
Pour plus de détails, voir Fiche technique et Distribution.
Le Bus de nuit (en persan : اتوبوس شب) est un film iranien de Kiumars Pourahmad, sorti en 2007.

## Synopsis
Pendant la guerre Iran-Irak, un jeune combattant iranien a la mission de livrer des prisonniers irakiens à un poste de garnison derrière le front. La tâche s’avère moins évidente qu’on le croyait. Le jeune doit affronter certaines difficultés sur le chemin. Puisque personne ne veut pas l’aider, il se débrouillera tout seul. 

## Distribution
- Mohammad Reza Foroutan
- Khosro Shakibai
- Kourosh Soleimani
- Amir Zand
- Mehrdad Sedighian
- Ahmad Kaveri

## Fiche technique
- Titre original : Otobus Shab
- Titre français : Le Bus de nuit
- Réalisateur : Kiumars Pourahmad
- Durée : 90 minutes
- Pays :  Iran
- Langue : Persan